# Iglesia Nueva de Son Servera
La iglesia Nueva de Son Servera —S’Església Nova en catalán— es una Iglesia inacabada de estilo Neogótico, de Son Servera, Mallorca, España, destinada al culto católico y a la realización de actividades culturales.
Las obras de construcción se iniciaron en 1905 por el arquitecto don Juan Rubió Bellver (1870-1952), colaborador de don Antoni Gaudí (1852-1926), encargándose así mismo de buscar la necesaria financiación. Sin embargo las obras debieron suspenderse en 1929 por problemas económicos. Posteriormente se realizaron obras de conservación entre los años 1994 y 1995 y diversas obras complementarias los años 2007 y 2008.

## Galería de imágenes

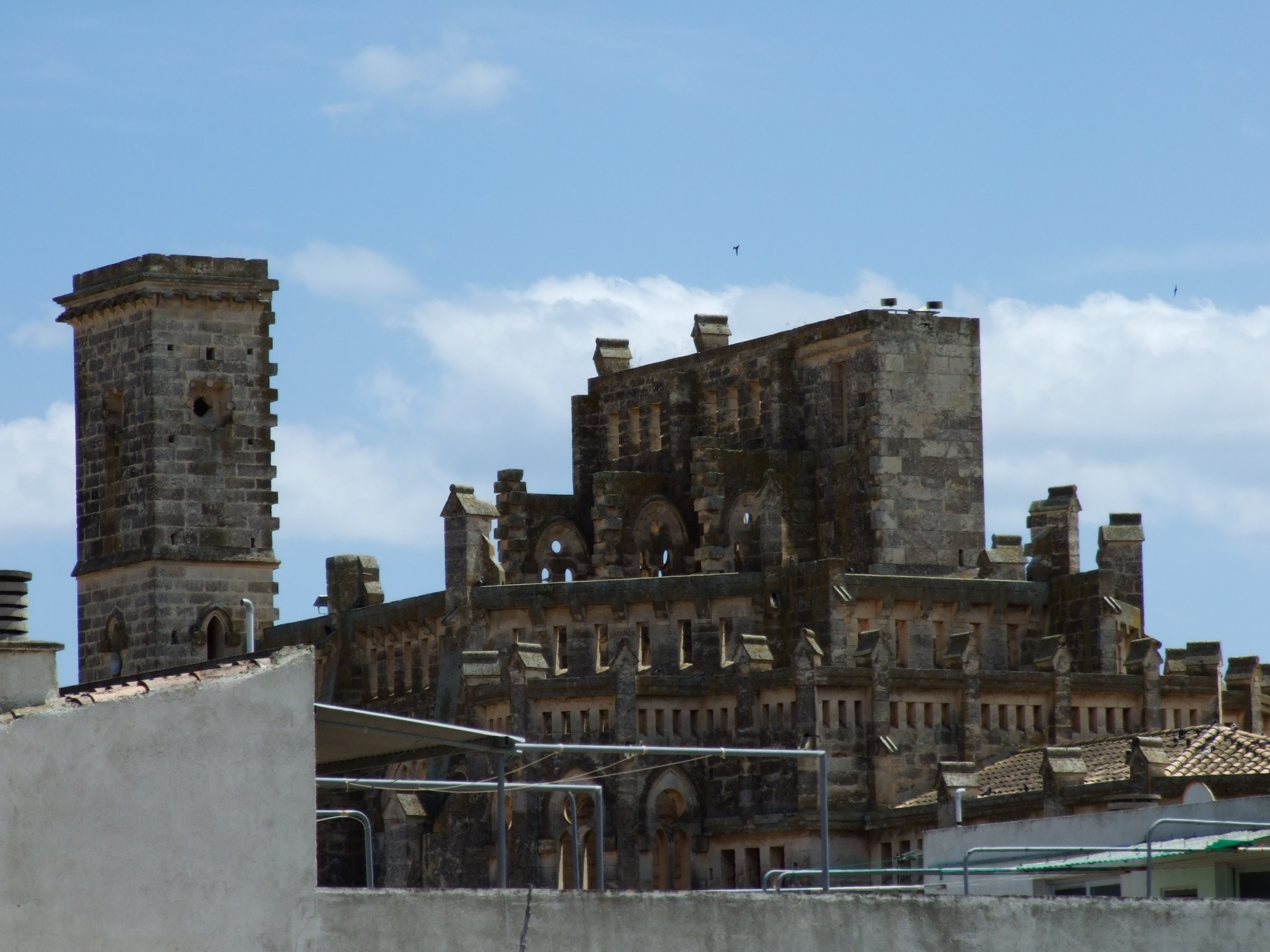
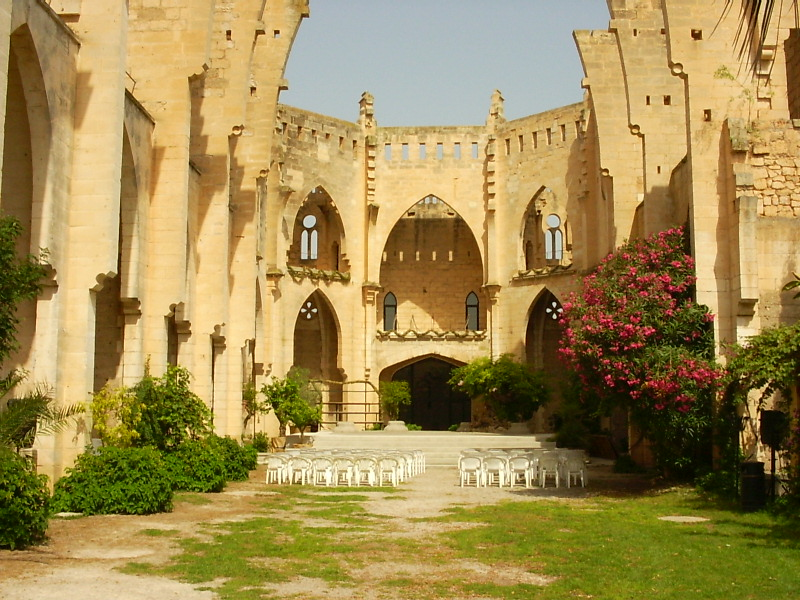
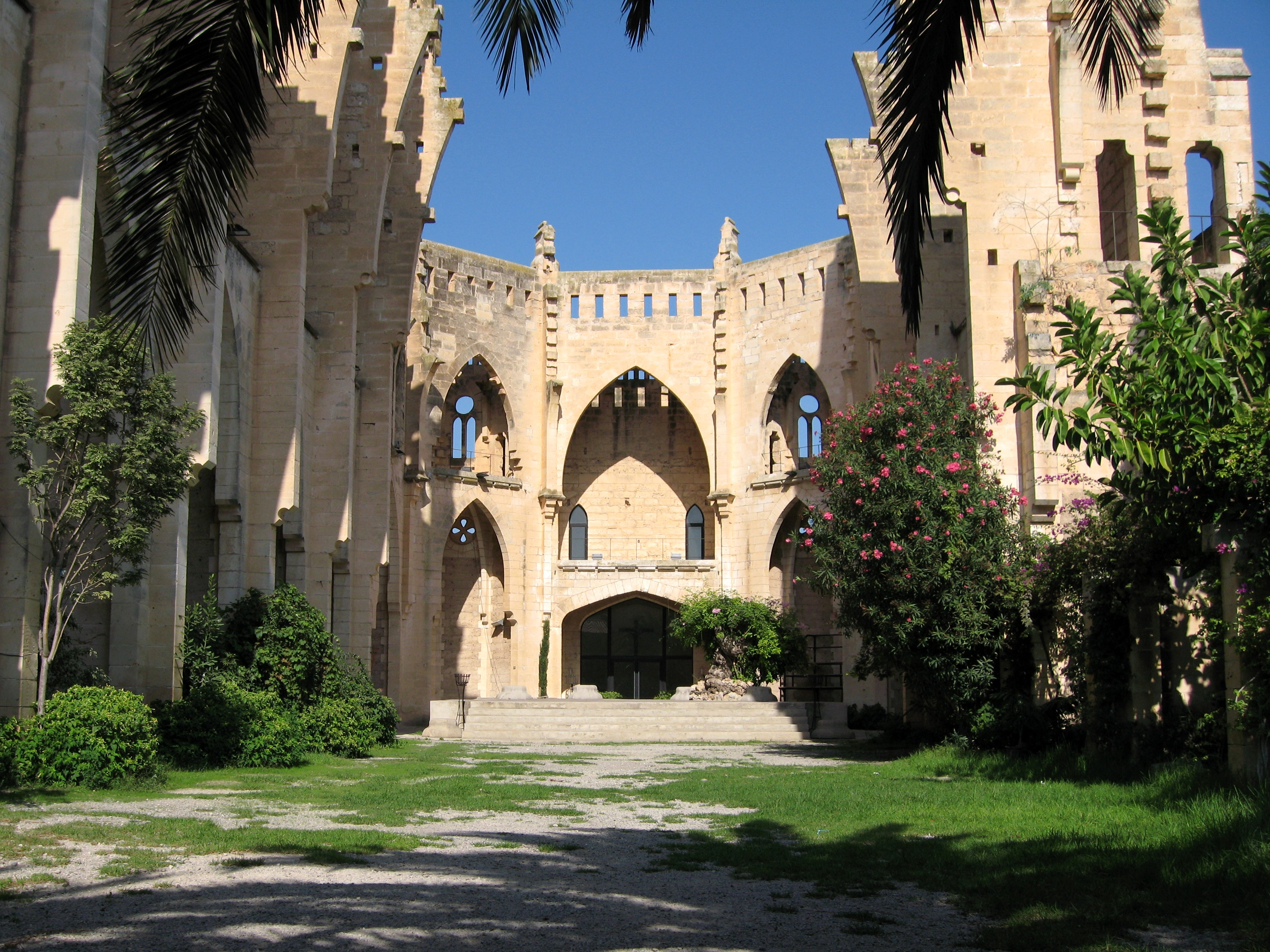